# Arthur Maheux
Pour les articles homonymes, voir Maheux.
Arthur Maheux (22 juin 1884 - 31 août 1967) est un prêtre et historien québécois. Il a défendu la vision biculturelle de l'histoire canadienne. Bonne-ententiste, il était le rival de son contemporain Lionel Groulx.

## Ouvrages publiés
- Ton histoire est une épopée - Nos débuts sous le régime anglais, 1941.
- Le Canada parle à la France, 1942.
- Canada Victorious, Happy and Glorious, 1943.
- Pourquoi sommes-nous divisés?, 1943.
- L'Université Laval et la culture française au Canada, 1952.

## Honneurs
- 1951 : Prix de la langue-française de l’Académie française
- 1959 : Médaille Gloire de l'Escolle
- 1959 : Médaille J. B. Tyrrell
- 1963 : Médaille Pierre-Chauveau
- 1967 : Ordre du Canada
- 1986 : une rue en son honneur dans la ville de Québec